# Ekaterina Vazem
Ekaterina Ottovna Vazem  (rusko Екатери́на Оттовна Ва́зем), ruska balerina in primabalerina, * 25. januar 1848, Moskva, Rusija, † 14. december 1937, Leningrad, Sovjetska zveza.
Nase je opozorila kot prva plesalka v vlogi Nikije v Minkusovem baletu Bajadera v koreografiji Mariusa Petipaja. Po končani baletni karieri se je posvetila poučevanju mladih baletnikov; izmed njenih učenk izstopa Ana Pavlova.